# Egérmese
Az Egérmese (eredeti cím: An American Tail) 1986-ban bemutatott amerikai rajzfilm, amely az Egérmese című filmsorozat első része. Az animációs játékfilm rendezője Don Bluth, producerei Don Bluth, Gary Goldman és Jonh Pomeroy. A forgatókönyvet David Kirschner, Judy Freudberg és Tony Geiss írta, a zenéjét James Horner szerezte. A mozifilm a Sullivan Bluth Studios és az Amblin Entertainment gyártásában készült, és az Universal Pictures forgalmazásában jelent meg. Műfaja zenés kalandfilm.
Amerikában 1986. november 21-én mutatták be a mozikban, Magyarországon 1991. május 10-én adták ki VHS-en.

## Cselekmény
A film 1885 idejében jár, Shostka-ban, az Orosz birodalom idejében. Ebben a városban él egy zsidó egér család, aminek a neve Mousekewitz, és ami eléggé humoros módon a Moskowitz család házában él. A szülők neve a szokásos Anya és Apa, míg a két gyerek neve Tanya és Fievel. Apa a lányának egy kötényt ad, Fievelnek meg az ős kalapját, ami azonban túl nagy rá. Apa Amerikáról kezd el mesélni, egy városról, amiről úgy gondolja, hogy nincsenek ott macskák. Az ünneplés azonban félbe szakad, miután a kozákok megjelennek és egy antiszemista gyújtós támadást indítanak, ami elpusztítja a Moskowitz és a Mousekewitz család otthonát, miközben a macskáik megtámadják az egér lakosokat. Fievelt a macskák majdnem megeszik, de szerencsére elmenekül, a környezet meg lecsendesedik. A család elhagyja a falut, hogy új életet kezdjenek Amerikában.
Hamburg, Németországon felszállnak egy gőzhajóra, ami New Yorkba tart, ahol minden egér, aki rajta van, ugyanúgy gondolja, akár Apa, hogy macskák Amerikában nincsenek. Egy vihar közben Fievel kimászik a fedélzetre, és leesik a hajóról egy palackban. A szülők, úgy gondolván, hogy Fievel meghalt, bánatosan továbbállnak. Szerencsére, Fievel New York partjaira vetődik, ahol egy Henri nevű francia galamb köszönti, aki úgymond, a Szabadság szobrot építi. Fievel a reményt feladja, de miután Henri azzal az idézettel lelkesíti, hogy "Soha ne mondd, hogy soha," Fievel felkerekedik a családja keresésében.
Fievel útközben találkozik Warren Patkányal, a szélhámossal, aki eladja őt egy pulcsigyárhoz. A kis egér azonban megszökik, és vele együtt egy Tony nevű olasz egér is. Sikertelen keresgélés után, Fievelt Tony felfogadja, de útközben, az egér szerelmes lesz egy tiltakozó ír egér lányba, akit Bridgetnek hívnak és aki éppen arra próbálja rábeszélni az egereket, hogy harcoljanak a macskák ellen. Miután a Mott utcai macskák megtámadják az egereket, Fievel (és a többi átutazó egér) rájön, hogy olyasmi, hogy macskanélküli ország, nem létezik.
Bridget elviszi a két egeret, hogy meglátogassák őszinte Johnt, egy alkoholista politikust, aki a macska elleni szavazókat ismeri, csakhogy éppen nem tud segíteni, mert a szavazókat még nem iktatták be. Gussie Mausheimer egy gyűlést rendez, hogy eldöntsék, hogy mit tegyenek a macskákkal. Warren természetesen szélhámoskodik és biztonságot igér, amit egyáltalán nem ad. A tömeg tanácstalan, de Fievelnek van egy ötlete, amit elsúg Gussienak. Fievel családja is megjelenik a gyűlésen, de mivel ők vannak leghátul, nem ismerik fel Fievelt.
Az egerek átveszik az irányítást a Chelsea Piers múzeumon és egy tervet állítanak fel. Az akció napján azonban Fievel elveszik és megtalálja Warren Patkány búvóhelyét, ahol kiderül, hogy Warren valójában egy macska, és ő a macskák vezetője. A fiatal egeret elkapják, de a nagylelkű biztonsági őr, Tigris, hamar megbarátkozik vele és kiengedi. A macskák üldözőbe veszik Fievelt, de a gyermek sikeresen eléri a múzeumot és felveri az egereket, majd elárulja Warren titkát. Az egerek kieresztik a titkos fegyverüket, ami nem más, mint a minski óriás egér modellje (amit Fievel az apja meséiből mintázott). A mechanikus egér elijeszti a macskákat, be a vízbe, és ennek következtével, pont egy hajóra, ami Hong Kongba tart. Azonban egy adag kifolyó kerozin és egy meggyújtott fáklya miatt, tűz gyullad ki, és emiatt Fievel újra elszakad. A tűzoltóság akciója miatt meg még messzebb mosódik egy árva sikátorba.
Tanya, aki még mindig hisz abban, hogy Fievel még él, meghallja Tony és Bridget kiáltásait, és gyanakodni kezd. Miután a család eléri a két egeret, az igazság fényre derül. Eközben, egy csapat szekálló sikeresen ráveszi Fievelt, hogy a családja nem szereti őt, mivel nekik kell keresniük őt, nem pedig fordítva. Másnap reggel, Tigris a képernyőn kívül ráveszi a családot és Gussiet, hogy lovagoljanak rajta, hogy megtalálják Fievelt, ami sikerül is. Apa visszaadja Fievelnek az elveszett sapkáját, ami most tökéletesen ráfér. Később, Henri megmutatja a családnak az elkészült szobrot, és a kisegér család amerikai kalandjai elkezdődnek.

## Szereplők
| Szereplő                      | Eredeti hang            | Magyar hang                                           |
| ----------------------------- | ----------------------- | ----------------------------------------------------- |
| Fievel Mousekewitz            | Phillip Glasser         | Simonyi Balázs                                        |
| Tanya Mousekewitz             | Amy Green               | Radnai Krisztina                                      |
| Warren Patkány                | John P. Finnegan        | Jakab Csaba                                           |
| Mousekewitz papa              | Nehemiah Persoff        | Vajda László                                          |
| Mousekewitz mama              | Erica Yohn              | Halász Aranka                                         |
| Tony Toponi                   | Pat Musick              | Bolba Tamás                                           |
| Tigris                        | Dom DeLuise             | Harkányi Endre                                        |
| Henri                         | Christopher Plummer     | Gruber Hugó                                           |
| Bridget                       | Cathianne Blore         | Kiss Erika                                            |
| Becsületes János              | Neil Ross               | Szabó Ottó                                            |
| Gussie Mausheimer             | Madeline Kahn           | Czigány Judit                                         |
| Digit                         | Will Ryan               | Gergely Róbert                                        |
| Moe                           | Hal Smith               | Gyürki István                                         |
| Jake, Warren egyik bandatagja | Dan Kuenster            | Vass Gábor                                            |
| Olasz egér                    | Johnny Guarnieri (ének) | Makay Sándor (ének)                                   |
| Ír egér                       | Warren Hays (ének)      | Szacsvay László (ének)                                |
| Warren két bandatagja         | N/A                     | Harangozó György Vogt Károly                          |
| Egerek                        | N/A                     | Balázsi Gyula Kerekes József Martin Márta Soós László |
| Sirályok                      | N/A                     | Hollósi Frigyes Némedi Mari                           |
| Patkány                       | N/A                     | Balázsi Gyula                                         |
| Ének                          | N/A                     | Gergely Róbert Kertesi Ingrid Kováts Kriszta          |

## Betétdalok
| Magyar                        | Magyar                                                                                 | Angol                            | Angol                                                            |
| Dal                           | Előadó                                                                                 | Dal                              | Előadó                                                           |
| ----------------------------- | -------------------------------------------------------------------------------------- | -------------------------------- | ---------------------------------------------------------------- |
| Amerikában ottan nincs macska | Vajda László Makay Sándor Szacsvay László Gergely Róbert Kertesi Ingrid Kováts Kriszta | There Are No Cats in America     | Nehemiah Persoff Johnny Guarnieri Warren Hays T. Daniel Hofstedt |
| Soha ne mondd                 | Gruber Hugó Simonyi Balázs Kertesi Ingrid Kováts Kriszta                               | Never Say Never                  | Christopher Plummer Phillip Glasser Linda Ronstadt               |
| Egy elkalandozott             | Kertesi Ingrid                                                                         | Poor Wandering One               | Linda Ronstadt                                                   |
| Érzem éjjel                   | Simonyi Balázs Radnai Krisztina                                                        | Somewhere Out There              | Phillip Glasser Betsy Cathcart                                   |
| Egy Duó                       | Harkányi Endre Simonyi Balázs                                                          | A Duo                            | Dom DeLuise Phillip Glasser                                      |
| Érzem éjjel (vége főcím)      | Gergely Róbert Kováts Kriszta                                                          | Somewhere Out There (vége főcím) | James Ingram Linda Ronstadt                                      |

## Televíziós megjelenések
- TV2, Minimax, Paramount Channel
- TV2